# Bahnstrecke Salzburg–Lamprechtshausen
| Ein Zug der S1 in der Haltestelle Pabing |                                 |                                              |                                              |
| Streckenkarte der Salzburger Lokalbahn |                                 |                                              |                                              |
| Streckenlänge: | 25,585 km                       |                                              |                                              |
| Spurweite: | 1435 mm (Normalspur)            |                                              |                                              |
| Streckenklasse: | D 4 (ausgenommen Tunnelstrecke) |                                              |                                              |
| Stromsystem: | 1000 Volt =                     |                                              |                                              |
| Maximale Neigung: | 50 ‰                            |                                              |                                              |
| Minimaler Radius: | 140 m                           |                                              |                                              |
| Streckengeschwindigkeit: | 80 km/h                         |                                              |                                              |
| |                                 |                                              |                                              |
| \| \| \| von Hangender Stein \| \| \| \| −0,5 \| Wendeanlage \| Wendeanlage \| \| \| −0,1 \| Salzburg Lokalbahnhof (seit 1996) \| 426 m ü. A. \| \| \| 0,0 \| Salzburg Lokalbahnhof (bis 1996) \| Salzburg Lokalbahnhof (bis 1996) \| \| \| 0,1 \| \| \| \| \| 0,1 \| Üst Tunnelrampe \| Üst Tunnelrampe \| \| \| \| \| \| \| \| \| ehem. Salzkammergut-Lokalbahn nach Bad Ischl \| \| \| \| 0,3 \| Elisabethstraße (1923–1976) \| Elisabethstraße (1923–1976) \| \| \| 0,4 \| Remise Itzling \| Remise Itzling \| \| \| 0,5 \| Üst Remise \| Üst Remise \| \| \| 0,8 \| von Salzburg Hbf \| von Salzburg Hbf \| \| \| 0,9 \| Salzburg Itzling \| Salzburg Itzling \| \| \| 1,1 \| Üst Salzburg Itzling \| Üst Salzburg Itzling \| \| \| 1,5 \| Ende zweigleisiger Abschnitt \| Ende zweigleisiger Abschnitt \| \| \| 1,7 \| Maria Plain-Plainbrücke \| Maria Plain-Plainbrücke \| \| \| \| Messebahn (geplant) \| \| \| \| 2,5 \| Hagenau \| Hagenau \| \| \| 3,5 \| Bergheim \| Bergheim \| \| \| 4,4 \| Schlachthof \| Schlachthof \| \| \| 5,5 \| Muntigl \| Muntigl \| \| \| 6,5 \| Siggerwiesen \| Siggerwiesen \| \| \| ,5 \| Anthering \| 403 m ü. A. \| \| \| 10,0 \| Acharting \| Acharting \| \| \| 13,9 \| Pabing \| Pabing \| \| \| 14,9 \| Weitwörth-Nußdorf \| Weitwörth-Nußdorf \| \| \| 16,0 \| Oichtensiedlung \| Oichtensiedlung \| \| \| 17,0 \| Oberndorf-Laufen (ehem. Oberndorf Stadt) \| Oberndorf-Laufen (ehem. Oberndorf Stadt) \| \| \| 17,6 \| Oberndorf Bahnhof \| Oberndorf Bahnhof \| \| \| 19,4 \| Ziegelhaiden \| Ziegelhaiden \| \| \| 21,3 \| Arnsdorf \| Arnsdorf \| \| \| \| von Ostermiething \| \| \| \| 23,0 \| Bürmoos \| Bürmoos \| \| \| 24,2 \| Zehmemoos \| Zehmemoos \| \| \| 25,1 \| Lamprechtshausen \| 435 m ü. A. \| |                                 |                                              |                                              |
| Strecke (außer Betrieb) |                                 | von Hangender Stein                          | von Hangender Stein                          |
| Betriebs-/Güterbahnhof Streckenanfang (im Tunnel) · Strecke (außer Betrieb) | −0,5                            | Wendeanlage                                  | Wendeanlage                                  |
| Bahnhof (im Tunnel) · Strecke (außer Betrieb) | −0,1                            | Salzburg Lokalbahnhof (seit 1996)            | 426 m ü. A.                                  |
| Kilometer-Wechsel (im Tunnel) · Bahnhof (Strecke außer Betrieb) | 0,0                             | Salzburg Lokalbahnhof (bis 1996)             | Salzburg Lokalbahnhof (bis 1996)             |
| Tunnelende · Strecke (außer Betrieb) | 0,1                             |                                              |                                              |
| Überleitstelle / Spurwechsel · Strecke (außer Betrieb) | 0,1                             | Üst Tunnelrampe                              | Üst Tunnelrampe                              |
| Verschwenkung nach links · Verschwenkung nach rechts (Strecke außer Betrieb) |                                 |                                              |                                              |
| Abzweig geradeaus und ehemals nach rechts |                                 | ehem. Salzkammergut-Lokalbahn nach Bad Ischl | ehem. Salzkammergut-Lokalbahn nach Bad Ischl |
| ehemaliger Haltepunkt / Haltestelle | 0,3                             | Elisabethstraße (1923–1976)                  | Elisabethstraße (1923–1976)                  |
| Dienststation / Betriebs- oder Güterbahnhof | 0,4                             | Remise Itzling                               | Remise Itzling                               |
| Überleitstelle / Spurwechsel rechts | 0,5                             | Üst Remise                                   | Üst Remise                                   |
| Abzweig geradeaus und von rechts | 0,8                             | von Salzburg Hbf                             | von Salzburg Hbf                             |
| Bahnhof | 0,9                             | Salzburg Itzling                             | Salzburg Itzling                             |
| Überleitstelle / Spurwechsel links | 1,1                             | Üst Salzburg Itzling                         | Üst Salzburg Itzling                         |
| Kilometer-Wechsel | 1,5                             | Ende zweigleisiger Abschnitt                 | Ende zweigleisiger Abschnitt                 |
| Haltepunkt / Haltestelle | 1,7                             | Maria Plain-Plainbrücke                      | Maria Plain-Plainbrücke                      |
| Abzweig geradeaus und ehemals nach links |                                 | Messebahn (geplant)                          | Messebahn (geplant)                          |
| Haltepunkt / Haltestelle | 2,5                             | Hagenau                                      | Hagenau                                      |
| Bahnhof | 3,5                             | Bergheim                                     | Bergheim                                     |
| Haltepunkt / Haltestelle | 4,4                             | Schlachthof                                  | Schlachthof                                  |
| Haltepunkt / Haltestelle | 5,5                             | Muntigl                                      | Muntigl                                      |
| Haltepunkt / Haltestelle | 6,5                             | Siggerwiesen                                 | Siggerwiesen                                 |
| Bahnhof | ,5                              | Anthering                                    | 403 m ü. A.                                  |
| Haltepunkt / Haltestelle | 10,0                            | Acharting                                    | Acharting                                    |
| Haltepunkt / Haltestelle | 13,9                            | Pabing                                       | Pabing                                       |
| Bahnhof | 14,9                            | Weitwörth-Nußdorf                            | Weitwörth-Nußdorf                            |
| Haltepunkt / Haltestelle | 16,0                            | Oichtensiedlung                              | Oichtensiedlung                              |
| Haltepunkt / Haltestelle | 17,0                            | Oberndorf-Laufen (ehem. Oberndorf Stadt)     | Oberndorf-Laufen (ehem. Oberndorf Stadt)     |
| Bahnhof | 17,6                            | Oberndorf Bahnhof                            | Oberndorf Bahnhof                            |
| Haltepunkt / Haltestelle | 19,4                            | Ziegelhaiden                                 | Ziegelhaiden                                 |
| Haltepunkt / Haltestelle | 21,3                            | Arnsdorf                                     | Arnsdorf                                     |
| Abzweig geradeaus und von links |                                 | von Ostermiething                            | von Ostermiething                            |
| Bahnhof | 23,0                            | Bürmoos                                      | Bürmoos                                      |
| Haltepunkt / Haltestelle | 24,2                            | Zehmemoos                                    | Zehmemoos                                    |
| Kopfbahnhof Streckenende | 25,1                            | Lamprechtshausen                             | 435 m ü. A.                                  |

Die Bahnstrecke Salzburg–Lamprechtshausen, meist als Lokalbahn bezeichnet, ist eine 25,598 Kilometer lange Nebenbahn in Österreich. Die normalspurige und elektrifizierte Strecke führt vom Salzburger Hauptbahnhof nach Lamprechtshausen. Betrieblich eng verbunden ist sie mit der in Bürmoos abzweigenden Zweigstrecke nach Ostermiething. Beide Bahnen werden heute von der Salzburg AG (zusammen mit der Pinzgauer Lokalbahn) unter der Marketingbezeichnung Salzburger Lokalbahn (SLB) betrieben. Der Lamprechtshausener Ast ist als S1 in das Netz der S-Bahn Salzburg integriert, die Züge von und nach Ostermiething verkehren – teilweise durchgehend bis Salzburg – als S11. Früher wurde die Bahn in Anlehnung an die Farbgebung der Fahrzeuge auch Rote Elektrische genannt.
Im Süden bestand bis 1953 eine Fortsetzung durch die vom gleichen Unternehmen betriebene Lokalbahn Salzburg–Hangender Stein samt Zweigstrecke nach Parsch, zur Abgrenzung von dieser Südlinie beziehungsweise Südlokalbahn genannten Strecke bezeichnete man den Lamprechtshausener Ast früher auch als Nordlinie beziehungsweise Nordlokalbahn. Der Südast war wiederum eng mit der ebenfalls stillgelegten Straßenbahn Salzburg (Gelbe Elektrische) und der ehemaligen Bahnstrecke Berchtesgaden–Hangender Stein (Grüne Elektrische) verknüpft.

## Geschichte
Noch vor Baubeginn war vorgesehen, die Salzburger Lokalbahn mit der Mattigtalbahn zu verbinden. Die Strecke hätte über Bürmoos bis zu einer noch nicht bestimmten Stelle der Mattigtalbahn führen sollen. Als möglicher Endpunkt findet Braunau am Inn Erwähnung. Die Genehmigung für technische Vorarbeiten wurde 1884 erteilt. Zu der angedachten Verbindung kam es jedoch nie.
Die Lokalbahn in den Flachgau wurde ursprünglich als Dampfstraßenbahn betrieben, sie wurde von der früheren Salzburger Eisenbahn- und Tramwaygesellschaft (SETG) in zwei Teilabschnitten in Betrieb genommen:
- 20. Jänner 1896: Salzburg Lokalbahnhof–Oberndorf
- 16. Mai 1896: Oberndorf–Lamprechtshausen[3]

Später wurde die Strecke wie folgt mit 1000 Volt Gleichstrom elektrifiziert:
- 1. Juli 1909: Salzburg Lokalbahnhof–Remise Itzling
- 26. August 1923: Remise Itzling–Maria Plain
- 15. Mai 1927: Maria Plain–Bergheim
- 4. Mai 1947: Bergheim–Anthering
- 16. November 1948: Anthering–Oberndorf Bahnhof
- 13. Jänner 1950: Oberndorf Bahnhof–Lamprechtshausen

Nach der 1948 erfolgten Abwicklung der SETG waren die Städtischen Verkehrsbetriebe Salzburg für die Strecke zuständig, die wiederum 1950 in den Salzburger Stadtwerken aufgingen.
Nachdem die Lokalbahn in den 1970er Jahren als einstellungsgefährdet galt, gelang es den Verantwortlichen, die Strecke zu modernisieren und ihre Zukunft zu sichern. Markanteste Ausbaumaßnahme war dabei die Errichtung einer neuen unterirdischen Endstation in Salzburg („Neuer Lokalbahnhof“); diese ging 1996 in Betrieb.
Vom 30. Mai 2016 bis zum 16. Mai 2017 wurde der Bahnhof Weitwörth-Nußdorf modernisiert und der Teilabschnitt zwischen Weitwörth-Nußdorf und Oichtensiedlung zweigleisig ausgebaut.
Der Haltepunkt Oberndorf Stadt, der bis zur Erhebung des Marktes Oberndorf zur Stadtgemeinde im Jahr 2000 die Bezeichnung Oberndorf Markt trug, heißt seit Ende Mai 2016 Oberndorf-Laufen, da die Oberndorf gegenüberliegende bayrische Stadtgemeinde Laufen in fußläufiger Entfernung liegt.
Im Rahmen des Projektes Salzburger Lokalbahn 2020+ sind umfangreiche Bestandsverbesserungs- und Sanierungsarbeiten in drei Ausbaustufen bis 2031 geplant:
- Zielfahrplan 2023: Der Bahnhof Oberndorf wird modernisiert und der Bahnhof Bürmoos mit einer zweigleisigen Ausfahrt neu gebaut. Der Abschluss dieser Arbeiten soll zu Stoßzeiten einen 15-Minuten-Takt ermöglichen. Diese Maßnahmen wurden im Frühjahr 2023 bzw. am 20. Dezember 2023 abgeschlossen.[7]
- Zielfahrplan 2027: Die Bahnhöfe Bergheim und Anthering werden neu gebaut und zweigleisig ausgeführt. Zusätzlich ist ein zweigleisiger Ausbau in den Abschnitten Haidenöster – Bürmoos (2,2 km) und Eching – Irlach geplant. Diese Maßnahmen erlauben einen 15-Minuten-Takt in beiden Fahrtrichtungen zwischen Bürmoos und Salzburg.
- Zielfahrplan 2031: Neubau des Bahnhofes in Salzburg Itzling und ein zweigleisiger Ausbau der Strecke zwischen Itzling und Bergheim ermöglichen eine Verdichtung auf einen 7,5-Minuten-Takt zwischen Salzburg Hbf. und Bergheim.

Weiters wurde ab 2015 eine mögliche Verlängerung der Strecke bis Hallein inklusive einer unterirdischen Querung der Salzach und der Altstadt untersucht. Ein erster Abschnitt der Regionalstadtbahn Salzburg befand sich 2023 in der Phase der Bauvorbereitung. Einer Studie zufolge war dabei mit circa 30.000 Fahrgästen täglich zu rechnen. In weiterer Folge war diese Verlängerung die Basis für zukünftige Projekte in Richtung Berchtesgaden, Mondsee, Königssee, Fuschlsee sowie in weiterer Folge auch die Reaktivierung der Salzkammergut-Lokalbahn bis Bad Ischl. Die Planungs- sowie Bauzeit für die erste Ausbaustufe wurden 2015 mit jeweils fünf bis sechs Jahren angegeben. Das bedeutete, dass mit einer Inbetriebnahme frühestens ab 2025 gerechnet werden konnte.
Die Planungen für diesen Ausbau Richtung Salzburg-Süd und Hallein wurden 2017 zunächst eingestellt und 2018 wieder aufgenommen. Im Jahr 2018 wurde als erster Schritt vom Stadtsenat eine Verlängerung der unterirdischen Strecke um ca. 750 m bis zum Mirabellplatz beschlossen, wobei mit einem Fahrgastaufkommen von bis zu 1,1 Millionen pro Jahr gerechnet wurde. Seit 2021 lief das Projekt unter dem Namen S-Link. Es war in vier Bauabschnitte unterteilt, deren erster, die Strecke vom Hauptbahnhof zum Mirabellplatz, Ende 2024 in Angriff genommen werden sollte. Weitere Abschnitte sollten die Akademiestraße, Salzburg-Süd und schließlich das zehn Kilometer entfernte Hallein erreichen.
Das Projekt S-Link wurde im November 2024 bei einer Bürgerbefragung mehrheitlich abgelehnt und somit von politischen Entscheidungsträgern beendet.
Die Bahn ist in den Salzburger Verkehrsverbund (SVV), der grenzübergreifend mit Bayern agiert, eingebunden.
Messebahn
Trotz Beendigung des S-Link-Projektes wird von den politischen Entscheidungsträgern nach wie vor vom Projekt der Messebahn gesprochen. So soll es von der Salzburger Lokalbahn bei der bestehenden Haltestelle Maria Plain es einen Abzweig über die Salzach zum Messezentrum im Stadtteil Liefering geben. Dieser als Messebahn bezeichnete Abschnitt könne ab 2030 den Betrieb aufnehmen.
Als Nutzen dieser Zweigstrecke wird gesehen, dass ein weiterer Stadtteil per Bahn von Norden kommend erschlossen wird und zudem Besucher der Stadt auch über ein beim Messezentrum errichtetes Busterminal per Shuttle in die Innenstadt gelangen können.

## Galerie

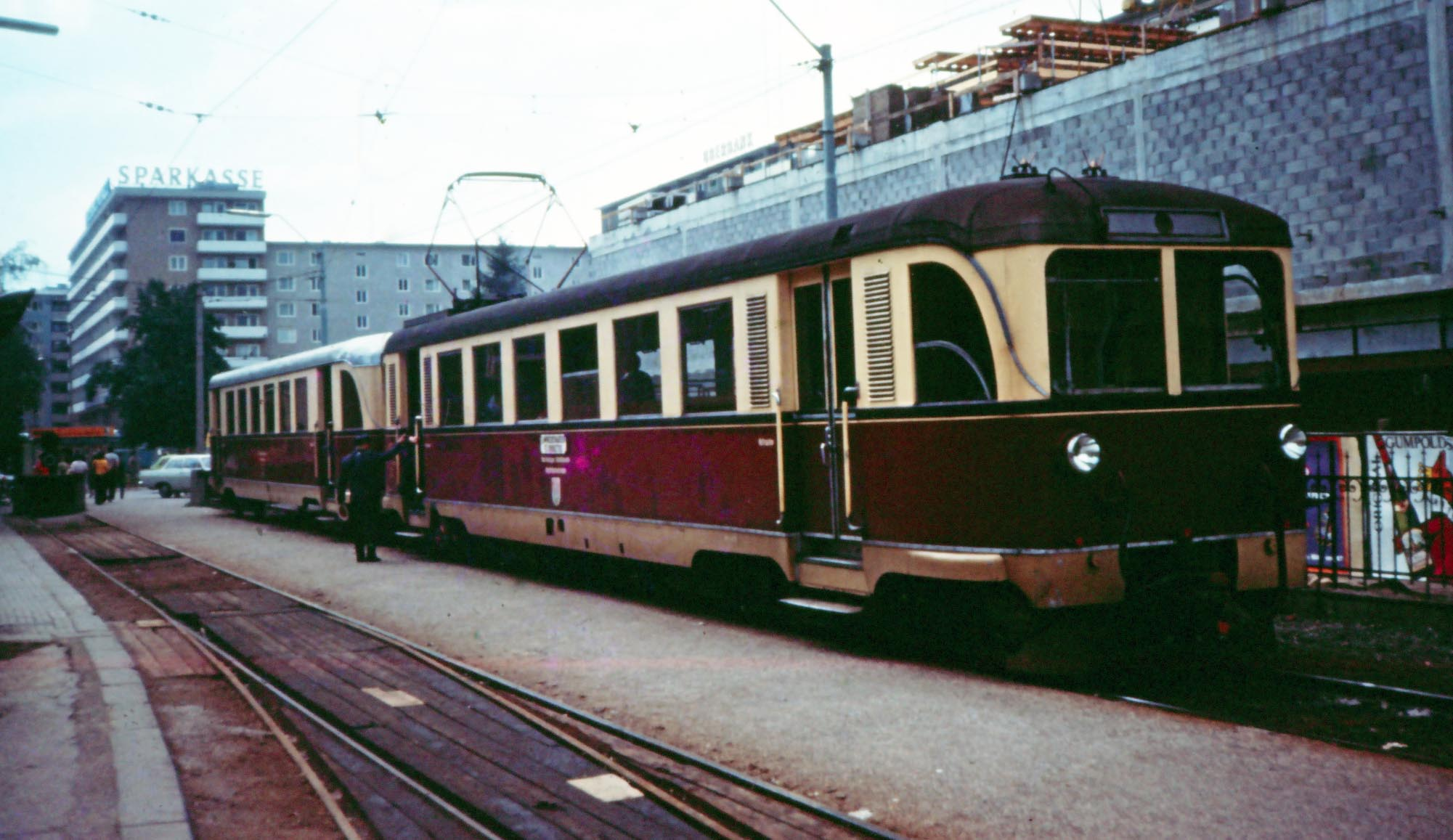
Ein abfahrbereiter Zug im alten Salzburger Lokalbahnhof, um 1974
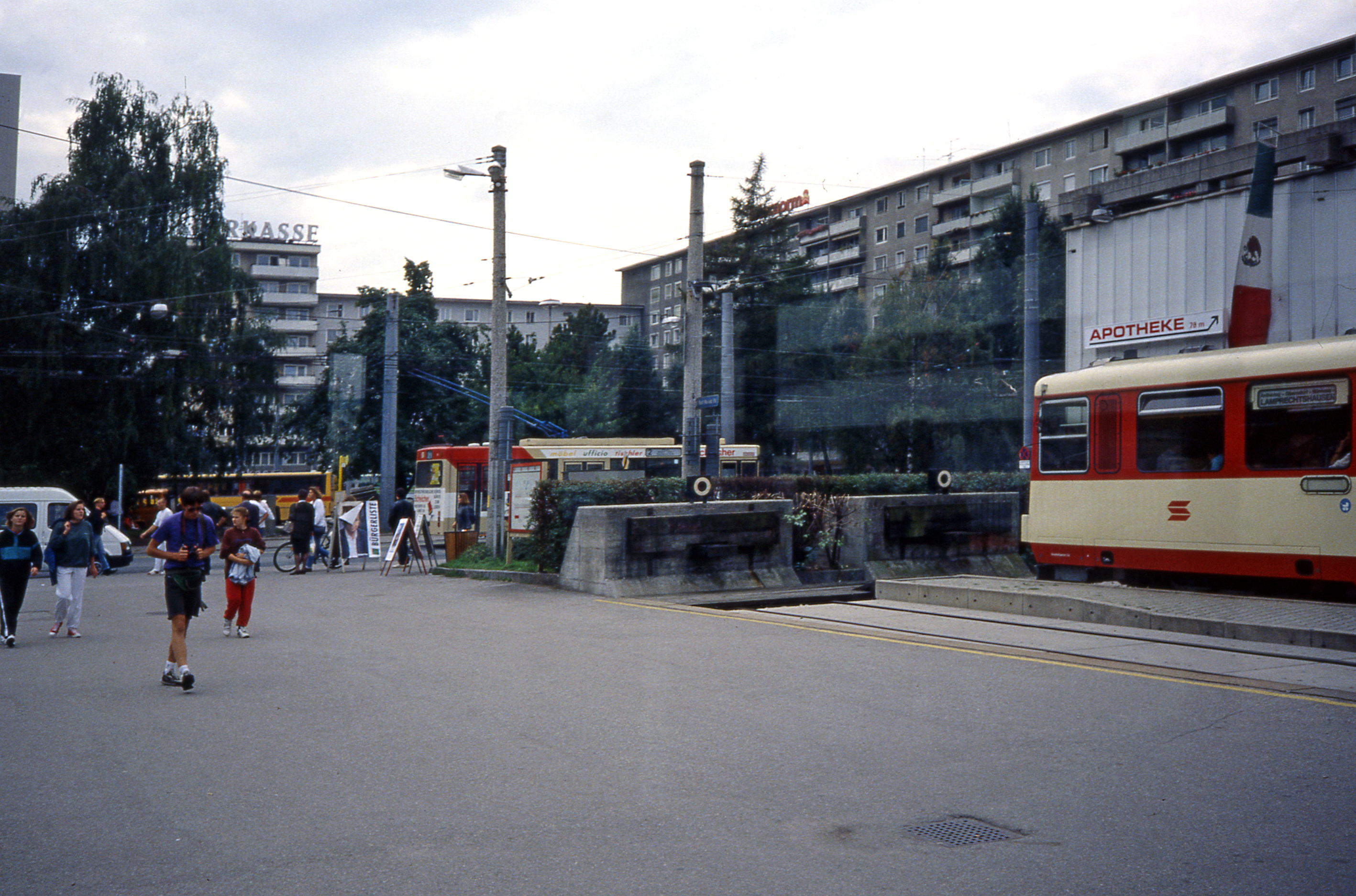
Ein nach Lamprechtshausen abfahrbereiter Zug, Mitte 1992
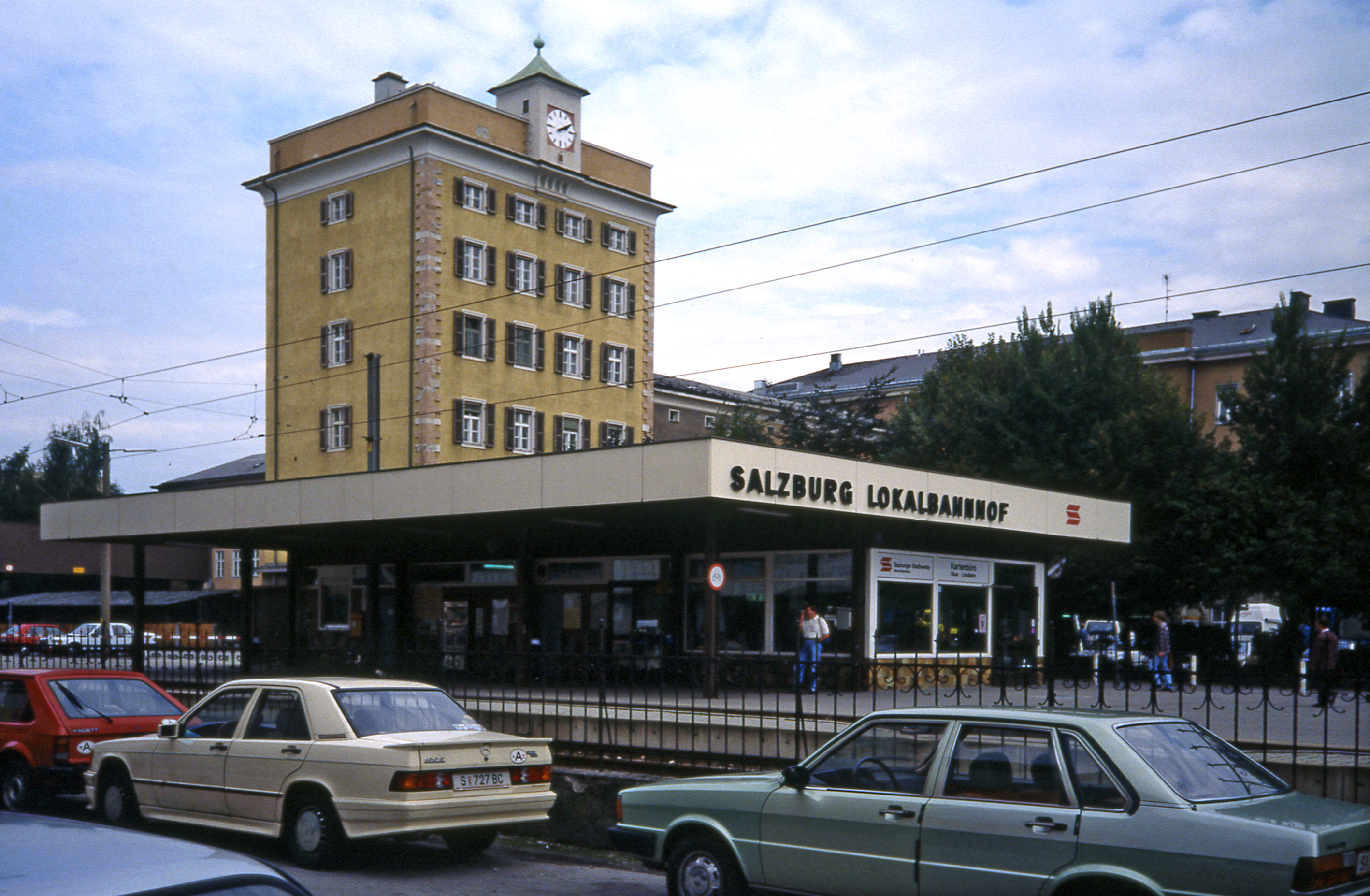
Der oberirdische Salzburger Lokalbahnhof, 1992
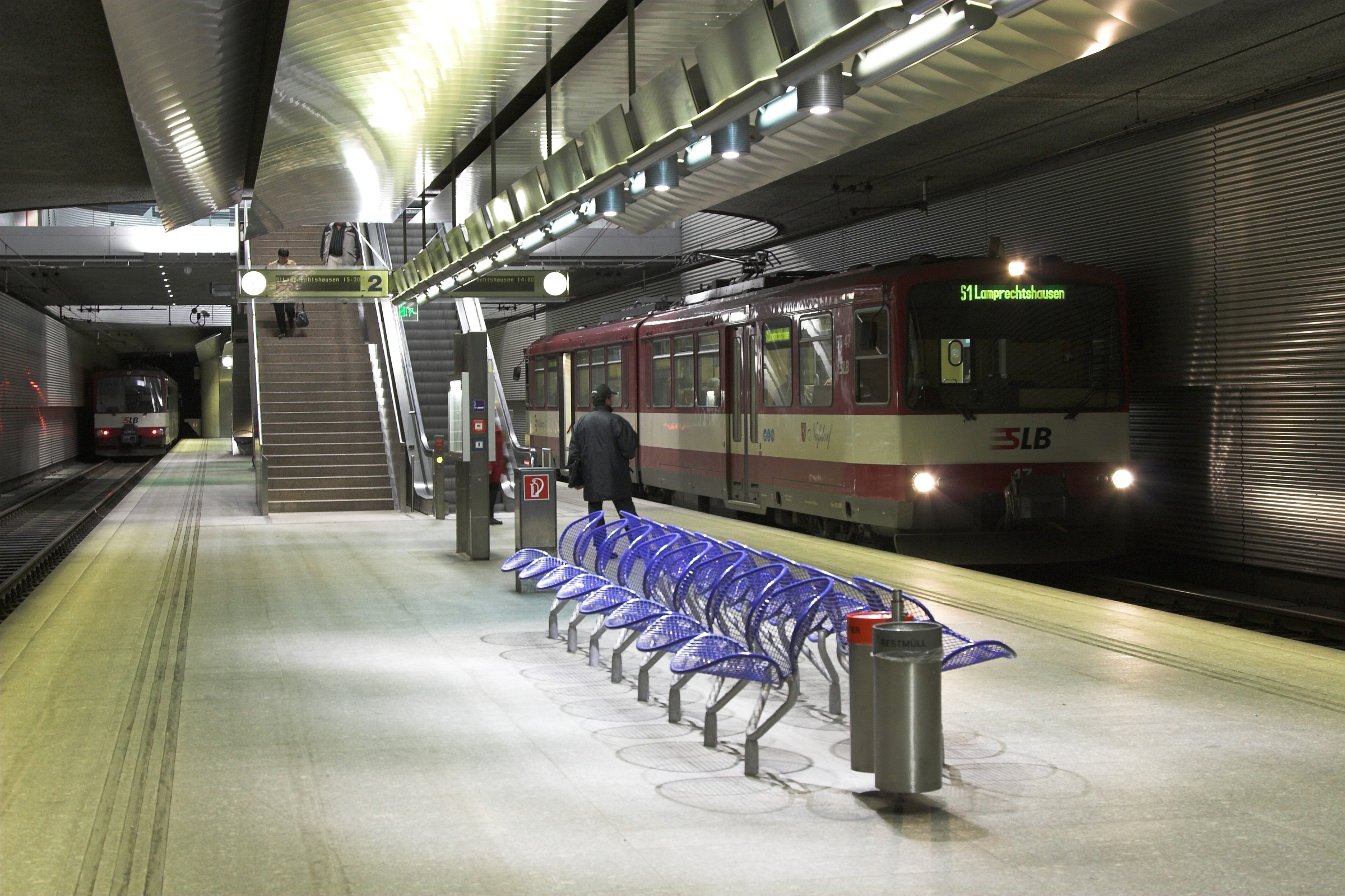
Der unterirdische Salzburger Lokalbahnhof, 2008
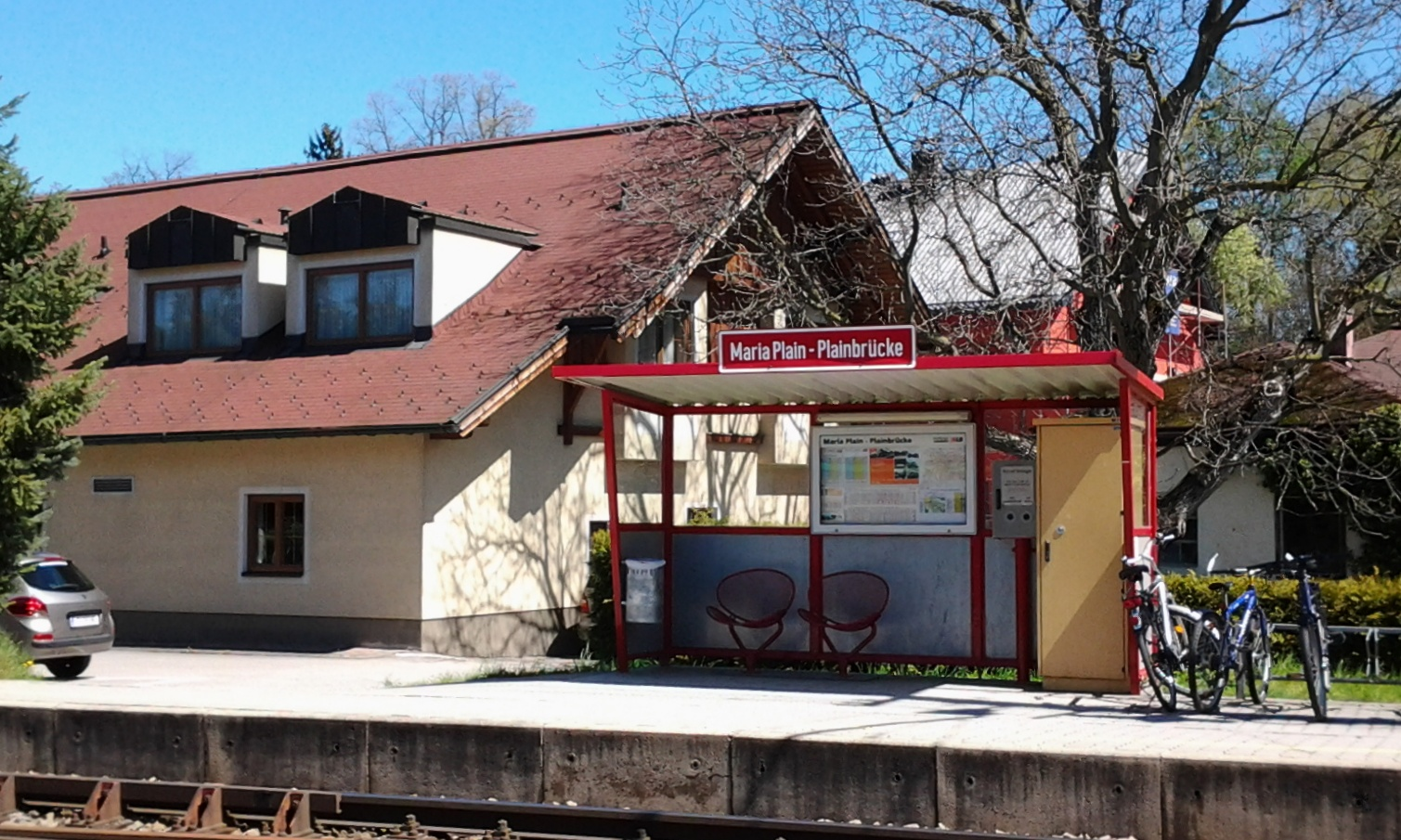
Haltestelle Maria Plain – Plainbrücke in Itzling
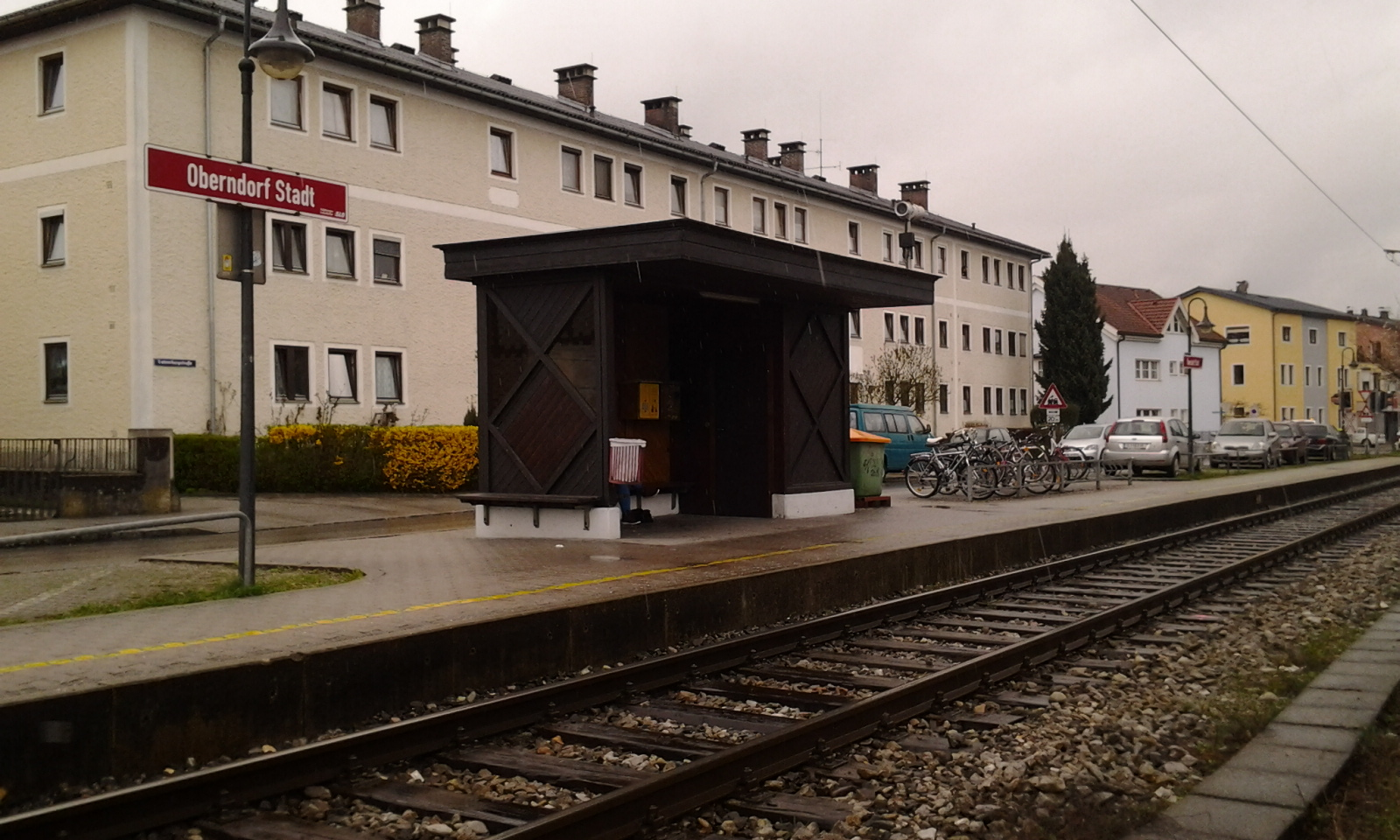
Haltestelle Oberndorf Stadt